# Анри Рувијер
Анри Рувијер (Блемар, Француска, 23. децембар 1876 — 26. октобар 1952)  био је француски професор анатомије. Њему у част Колеџ Аенри Рувикјер у његовом родном граду Блемар носи његово име.

## Живот и каријера
Студирао је у Монпељеу, а докторирао 1903. године. Обављао је дужнсот професора анатомије и ембриологије на Универзитету у Паризу. 
Многа Рувијерова анатомска дела данас се сачувана у Музеју анатомије у Паризу који носи назив Musée d'Anatomie Delmas-Orfila-Rouvière.
Рувијер ће остати упамћен по својој публикацији из 1932. године „Anatomie des Lymphatiques de l'Homme“ (која је преведена на енглески 1938. године као „Анатомија људског лимфног система“).  Ова исцрпна студија укључује разграничење и класификацију људских лимфних чворова и њихових повезаних региона. Рувијеров рад је био наставак суштинског истраживања лимфног система  анатомкиње Мари Сапеј (1810-1896).
Други значајни Рувијерови списи су: 
- Anatomie humaine descriptive, topographique et fonctionnelle,  која је усвојени уџбеник у неколико познатих медицинских школа, као што је Медицински универзитет, у Лисабону, Португал.

- Atlas aide-mémoire d'anatomie

- L'anatomie humaine

- Anatomie humaine descriptive, topographique et fonctionnelle".

## Епоними
Ретрофарингеалне лимфне чворове који се налазе на дну лобање први је описао  Анри Рувијер  1928. године. Ретрофарингеални лимфни чворови који се у множини означавају његовим именом (епонимом) као „Рувијерови чворови“  и означавају групу бочних ретрофарингеалних лимфних чворова.

## Спољаше везе
|  | Молимо Вас, обратите пажњу на важно упозорење у вези са темама из области медицине (здравља). |